# Colomastix keiskama
Colomastix keiskama är en kräftdjursart som beskrevs av Griffiths 1974. Colomastix keiskama ingår i släktet Colomastix och familjen Colomastigidae. Inga underarter finns listade i Catalogue of Life.